# アレクサンドル・グレゴリビッチ・フィシャー・フォン・ヴァルトハイム
アレクサンドル・グレゴリビッチ・フィシャー・フォン・ヴァルトハイム（ロシア語:   Александр Григорьевич Фишер фон Вальдгейм, ラテン文字転写: Alexander Grigorievich Fischer von Waldheim、1803年5月7日 - 1884年7月25日）はドイツ生まれでロシアで働いた植物学者である。

## 略歴
マインツに生まれた。父親のゴットヘルフ・フィッシャー・フォン・ヴァルトハイムは1804年からモスクワで働いた博物学者で、父親とロシアに移った。父親から教育を受け、父親の同僚や学生の植物学者、ゴルトバッハ（Carl Ludwig Goldbach）やホフマン（Georg Franz Hoffmann）に植物学を学んだ。1830年にホフマンの娘と結婚する。23歳で学位を得て、1826年にモスクワの医学アカデミーの植物学と薬学の准教授となり、1830年に教授となった。1832年にモスクワ大学の動物学の教授となり、動物学博物館の館長となった。モスクワ大学の副学長なども務めた。
1825年から1835年まで、父親の設立したモスクワ自然史学会の事務長を務め、父親の没後、副会長職を継いで1872年に会長となった
。
植物の組織を観察する植物解剖学の分野を研究し、そのための顕微鏡の改良に貢献した。ロシアの聖アンナ勲章、ヴュルテンベルク王国からフリードリヒ勲章を受勲した。1865年にドイツの科学アカデミーレオポルディーナの会員に選ばれた。
息子のアレクサンドル・アレクサンドロヴィチ・フィシャー・フォン・ヴァルトハイム（ Alexandr Alexandrovich Fischer von Waldheim ）はワルシャワ大学で植物学の教授となり、1897年から、サンクトペテルブルク植物園の園長を務めた。

## 著作
- Notice sur l’accroissement du tronc des dicotylédones, Bull. de la société des natural. de Moscou, 1829
- Notice sur les avantages des micromètres au foyer de l’oculaire dans les microscopes composés, etc., Bull. de la société des natural. de Moscou, 1838
- Le microscope pancratique, Moscou, 1841